# منطقة ملبورن للرياضة والترفيه
منطقة ملبورن للرياضة والترفيه (بالإنجليزية: Melbourne Sports and Entertainment Precinct)‏ هي سلسلة من الملاعب والأماكن الرياضية، وتقع في ملبورن، فيكتوريا، في أستراليا. تقع المنطقة على بعد حوالي 3 كم شرق منطقة الأعمال المركزية في ملبورن، وتقع في ضواحي ملبورن وجوليمونت، بالقرب من شرق ملبورن وريتشموند.